# Alessandro Di Pardo
Alessandro Di Pardo (Rimini, 18 luglio 1999) è un calciatore italiano, centrocampista del Cagliari.

## Caratteristiche tecniche
Centrocampista dotato di buoni doti atletiche e tecniche (soprattutto con il piede destro), Di Pardo ha iniziato la propria carriera calcistica da mezzala; tuttavia, durante il suo periodo con la Juventus ha cambiato più volte posizione, giocando come esterno di centrocampo o terzino di una difesa a quattro.

## Carriera

### Club

#### Gli inizi
Inizia a giocare nel Rimini, squadra della sua città, per poi passare alla SPAL nel 2016. Dopo aver impressionato gli osservatori della Juventus durante il suo primo campionato Primavera con i ferraresi, veste la maglia bianconera a partire dal 2017, inizialmente con la formula del prestito e poi definitivamente.

#### Juventus e vari prestiti
Il 16 settembre 2018, esordisce in Serie C durante una partita contro l'Alessandria, diventando così uno dei primi calciatori a giocare per la Juventus U23. Con la stessa squadra, Di Pardo vince la Coppa Italia di categoria nel 2020 e segna anche il suo primo gol da professionista, arrivato il 28 settembre 2020, nella vittoria per 2-1 contro la Pro Sesto.
Nel frattempo, Di Pardo si fa strada anche nelle gerarchie della prima squadra bianconera, venendo convocato da Maurizio Sarri per il ritiro estivo in preparazione alla stagione 2019-20 di Serie A. Tuttavia, la prima convocazione in una partita ufficiale arriva nel novembre del 2020, quando Andrea Pirlo include Di Pardo nella lista dei partecipanti alla sfida contro il Cagliari.
Il 27 gennaio 2021, debutta con la prima squadra della Juventus in Coppa Italia, sostituendo l'infortunato Federico Bernardeschi nella vittoria per 4-0 contro la SPAL, squadra per cui aveva precedentemente giocato nelle giovanili. Circa un mese dopo, il 22 febbraio, esordisce anche in Serie A, entrando in campo da sostituto nella vittoria per 3-0 contro il Crotone.
Il 27 luglio 2021 viene ceduto in prestito al Vicenza.Il 3 ottobre segna il primo gol in serie B con i veneti, nel successo per 2-4 in casa del Pordenone.
Il 29 gennaio 2022 viene ceduto in prestito al Cosenza., dove colleziona 14 presenze senza mai andare in rete.

#### Cagliari e prestito al Modena
Il 30 giugno 2022 viene ufficializzato il suo passaggio, sempre in prestito (e in cadetteria), al Cagliari.
A fine stagione, culminata con la promozione in A dei sardi, viene riscattato dai rossoblù. Il 12 agosto 2023 segna il primo gol con il Cagliari, regalando al minuto 123' la qualificazione al turno successivo di Coppa Italia nella sfida col Palermo (2-1). Conclude la sua esperienza in Sardegna con 39 presenze ed una rete.
Il 22 agosto 2024 viene ceduto in prestito con diritto e obbligo di riscatto al Modena, in Serie B, fino al termine della stagione. Il 26 gennaio 2025 segna la sua prima rete con i Canarini, nel pareggio per 2-2 in casa della Cremonese. 

### Nazionale
Di Pardo ha rappresentato l'Italia a livello giovanile, giocando nelle nazionali Under-18 e Under-19.
Inoltre, è stato convocato anche nella nazionale Under-20, senza però scendere in campo.

## Statistiche

### Presenze e reti nei club
Statistiche aggiornate al 13 maggio 2025.
| Stagione            | Squadra             | Campionato          | Campionato | Campionato | Coppe nazionali | Coppe nazionali | Coppe nazionali | Coppe continentali | Coppe continentali | Coppe continentali | Altre coppe | Altre coppe | Altre coppe | Totale | Totale |
| Stagione            | Squadra             | Comp                | Pres       | Reti       | Comp            | Pres            | Reti            | Comp               | Pres               | Reti               | Comp        | Pres        | Reti        | Pres   | Reti   |
| ------------------- | ------------------- | ------------------- | ---------- | ---------- | --------------- | --------------- | --------------- | ------------------ | ------------------ | ------------------ | ----------- | ----------- | ----------- | ------ | ------ |
| 2018-2019           | Juventus U23        | C                   | 25         | 1          | CI-C            | 2               | 0               | -                  | -                  | -                  | -           | -           | -           | 27     | 1      |
| 2019-2020           | Juventus U23        | C                   | 19+1       | 0          | CI-C            | 8               | 0               | -                  | -                  | -                  | -           | -           | -           | 28     | 0      |
| 2020-2021           | Juventus U23        | C                   | 18+2       | 1          | -               | -               | -               | -                  | -                  | -                  | -           | -           | -           | 20     | 1      |
| Totale Juventus U23 | Totale Juventus U23 | Totale Juventus U23 | 62+3       | 2          |                 | 10              | 0               |                    | -                  | -                  |             | -           | -           | 75     | 2      |
| 2020-2021           | Juventus            | A                   | 4          | 0          | CI              | 1               | 0               | UCL                | 0                  | 0                  | SI          | 0           | 0           | 5      | 0      |
| 2021-gen. 2022      | Vicenza             | B                   | 15         | 1          | CI              | 1               | 0               | -                  | -                  | -                  | -           | -           | -           | 16     | 1      |
| gen.-giu. 2022      | Cosenza             | B                   | 13+1       | 0          | CI              | -               | -               | -                  | -                  | -                  | -           | -           | -           | 14     | 0      |
| 2022-2023           | Cagliari            | B                   | 16+4       | 0          | CI              | 1               | 0               | -                  | -                  | -                  | -           | -           | -           | 21     | 0      |
| 2023-2024           | Cagliari            | A                   | 15         | 0          | CI              | 3               | 1               | -                  | -                  | -                  | -           | -           | -           | 18     | 1      |
| Totale Cagliari     | Totale Cagliari     | Totale Cagliari     | 31+4       | 0          |                 | 4               | 1               |                    | 0                  | 0                  |             | 0           | 0           | 39     | 1      |
| 2024-2025           | Modena              | B                   | 26         | 2          | CI              | 0               | 0               | -                  | -                  | -                  | -           | -           | -           | 26     | 2      |
| Totale carriera     | Totale carriera     | Totale carriera     | 151+8      | 5          |                 | 16              | 1               |                    | 0                  | 0                  |             | 0           | 0           | 175    | 6      |

## Palmarès

### Club

#### Competizioni nazionali
- Coppa Italia Serie C: 1

Juventus U23: 2019-2020
- Coppa Italia: 1

Juventus: 2020-2021
- Supercoppa italiana: 1

Juventus: 2020